# Filmfare Award/Beste Musik
Der Filmfare Best Music Director Award wird vom Filmfare-Magazin verliehen und ist eine Preiskategorie der jährlichen Filmfare Awards für Hindi-Filme. Der Preis für Komponisten wurde zum ersten Mal im Jahre 1954 verliehen. Zu mehrfachen Gewinnern zählen A. R. Rahman, der bisher 10 Auszeichnungen in dieser Kategorie erhalten hat, außerdem hat das Duo Shankar-Jaikishan neun Preise gewonnen, das Duo Laxmikant-Pyarelal acht Preise; das Duo Nadeem-Shravan vier und das Trio Shankar-Ehsaan-Loy sowie Rahul Dev Burman ist dreimal ausgezeichnet worden.
Liste der Preisträger und der Filme, für die sie gewonnen haben:
| Jahr | Komponist                              | Film                             | Deutscher Titel                                    |
| ---- | -------------------------------------- | -------------------------------- | -------------------------------------------------- |
| 1954 | Naushad                                | Baiju Bawra                      | —                                                  |
| 1955 | Sachin Dev Burman                      | Taxi Driver                      | —                                                  |
| 1956 | Hemant Kumar                           | Nagin                            | —                                                  |
| 1957 | Shankar-Jaikishan                      | Chori Chori                      | —                                                  |
| 1958 | Omkar Prasad Nayyar                    | Naya Daur                        | —                                                  |
| 1959 | Salil Choudhury                        | Madhumati                        | —                                                  |
| 1960 | Shankar-Jaikishan                      | Anari                            | —                                                  |
| 1961 | Shankar-Jaikishan                      | Dil Apna Aur Preet Parai         | —                                                  |
| 1962 | Ravi                                   | Gharana                          | —                                                  |
| 1963 | Shankar-Jaikishan                      | Professor                        | —                                                  |
| 1964 | Roshan                                 | Taj Mahal                        | —                                                  |
| 1965 | Laxmikant-Pyarelal                     | Dosti                            | —                                                  |
| 1966 | Ravi                                   | Khandaan                         | —                                                  |
| 1967 | Shankar-Jaikishan                      | Suraj                            | —                                                  |
| 1968 | Laxmikant-Pyarelal                     | Milan                            | —                                                  |
| 1969 | Shankar-Jaikishan                      | Brahmachari                      | —                                                  |
| 1970 | Laxmikant-Pyarelal                     | Jeene Ki Raah                    | —                                                  |
| 1971 | Shankar-Jaikishan                      | Pehchan                          | —                                                  |
| 1972 | Shankar-Jaikishan                      | Mera Naam Joker                  | —                                                  |
| 1973 | Shankar-Jaikishan                      | Be-Imaan                         | —                                                  |
| 1974 | Sachin Dev Burman                      | Abhimaan                         | —                                                  |
| 1975 | Kalyanji-Anandji                       | Kora Kagaaz                      | —                                                  |
| 1976 | Rajesh Roshan                          | Julie                            | —                                                  |
| 1977 | Khayyam                                | Kabhi Kabhie                     | —                                                  |
| 1978 | Laxmikant-Pyarelal                     | Amar Akbar Anthony               | —                                                  |
| 1979 | Laxmikant-Pyarelal                     | Satyam Shivam Sundaram           | —                                                  |
| 1980 | Laxmikant-Pyarelal                     | Sargam                           | —                                                  |
| 1981 | Laxmikant-Pyarelal                     | Karz                             | —                                                  |
| 1982 | Khayyam                                | Umrao Jaan                       | —                                                  |
| 1983 | Rahul Dev Burman                       | Sanam Teri Kasam                 | —                                                  |
| 1984 | Rahul Dev Burman                       | Masoom                           | —                                                  |
| 1985 | Bappi Lahiri                           | Sharaabi                         | —                                                  |
| 1986 | Ravindra Jain                          | Ram Teri Ganga Maili             | —                                                  |
| 1987 | kein Preis                             |                                  |                                                    |
| 1988 | kein Preis                             |                                  |                                                    |
| 1989 | Anand-Milind                           | Qayamat Se Qayamat Tak           | —                                                  |
| 1990 | Raamlaxman                             | Maine Pyar Kiya                  | —                                                  |
| 1991 | Nadeem-Shravan                         | Aashiqui                         | —                                                  |
| 1992 | Nadeem-Shravan                         | Saajan                           | —                                                  |
| 1993 | Nadeem-Shravan                         | Deewana                          | Deewana – Im Zeichen der Liebe                     |
| 1994 | Anu Malik                              | Baazigar                         | Baazigar                                           |
| 1995 | Rahul Dev Burman                       | 1942: A Love Story               | —                                                  |
| 1996 | A. R. Rahman                           | Rangeela                         | —                                                  |
| 1997 | Nadeem-Shravan                         | Raja Hindustani                  | Raja Hindustani – Taxi ins Glück                   |
| 1998 | Uttam Singh                            | Dil To Pagal Hai                 | Dil To Pagal Hai – Mein Herz spielt verrückt       |
| 1999 | A. R. Rahman                           | Dil Se                           | Von ganzem Herzen                                  |
| 2000 | A. R. Rahman                           | Taal                             | —                                                  |
| 2001 | Rajesh Roshan                          | Kaho Naa... Pyaar Hai            | Kaho Naa ... Pyaar Hai – Liebe aus heiterem Himmel |
| 2002 | A. R. Rahman                           | Lagaan-Once upon a Time in India | Lagaan – Es war einmal in Indien                   |
| 2003 | A. R. Rahman                           | Saathiya                         | Saathiya – Sehnsucht nach dir                      |
| 2004 | Shankar-Ehsaan-Loy                     | Kal Ho Naa Ho                    | Lebe und denke nicht an morgen                     |
| 2005 | Anu Malik                              | Main Hoon Na                     | Ich bin immer für Dich da!                         |
| 2006 | Shankar-Ehsaan-Loy                     | Bunty Aur Babli                  | Bunty und Babli                                    |
| 2007 | A. R. Rahman                           | Rang De Basanti                  | Rang De Basanti – Die Farbe Safran                 |
| 2008 | A. R. Rahman                           | Guru                             | Guru                                               |
| 2009 | A. R. Rahman                           | Jaane Tu... Ya Jaane Na          | Du liebst mich, du liebst mich nicht               |
| 2010 | A. R. Rahman                           | Delhi-6                          | Delhi 6                                            |
| 2011 | Sajid-Wajid und Lalit Pandit           | Dabangg                          | —                                                  |
| 2012 | A. R. Rahman                           | Rockstar                         | —                                                  |
| 2013 | Pritam Chakraborty                     | Barfi!                           | —                                                  |
| 2011 | Ankit Tiwari, Mithoon und Jeet Ganguly | Aashiqui 2                       | —                                                  |
| 2015 | Shankar-Ehsaan-Loy                     | 2 States                         | —                                                  |